# Stanley Rother
Stanley Francis Rother (27 de março de 1935 – 28 de julho de 1981) foi um padre católico romano norte-americano, missionário na Guatemala, onde foi assassinado. O Papa Francisco o reconheceu como mártir em 2016, assassinado por sua fé, e Rother foi beatificado em 23 de setembro de 2017. Ele foi o primeiro mártir nascido nos Estados Unidos a ser beatificado pela Igreja Católica e o primeiro homem beatificado do país.

## Biografia

### Educação e sacerdócio
Stanley Francis Rother nasceu em Okarche, Oklahoma, um dos quatro filhos dos fazendeiros Franz Rother e Gertrude Smith. Ele decidiu se tornar padre após concluir o ensino médio e estudou no Saint John Seminary e depois no Assumption Seminary em San Antonio. Serviu como sacristão, zelador, encadernador, encanador e jardineiro. Depois de quase seis anos, a equipe do seminário o aconselhou a se retirar devido a dificuldades acadêmicas, principalmente com o latim.
Após consulta com o Bispo Victor Reed, da Diocese de Oklahoma City-Tulsa, Rother frequentou o Seminário Mount Saint Mary em Emmitsburg, Maryland, onde se formou em 1963. O Bispo Reed o ordenou ao sacerdócio em 25 de maio de 1963. Padre Stanley serviu como vigário paroquial em várias paróquias ao redor em Durant, Tulsa e Oklahoma City. Em 1968, a seu próprio pedido, Reed o designou para a missão da diocese com o povo Tz'utujil de Santiago Atitlán, um grupo étnico maia, nas terras altas rurais do sudoeste da Guatemala.

### Missão guatemalteca
Padre Stanley aprendeu espanhol e a língua tz'utujil e serviu em Santiago Atitlán de 1968 até sua morte. Ele apoiou uma estação de rádio localizada na propriedade da missão, que transmitia aulas diárias de linguagem e matemática. Ele também traduziu o Novo Testamento para o tz'utujil e começou a celebrar missas regulares em tz'utujil. No final da década de 1960, Rother fundou em Panabaj um pequeno hospital.
Em 1975, Rother tornou-se o líder de facto do esforço missionário patrocinado por Oklahoma na Guatemala, à medida que outros apoiantes religiosos e leigos saíam do programa. Como não havia um equivalente Tz'utujil para "Stanley", as pessoas da missão chamavam-no afetuosamente de "Padre Apla's" ("Padre Francis"), uma referência ao seu outro nome próprio.

### Últimos meses e assassinato
No último ano de sua vida, Rother viu a estação de rádio destruída e seu diretor assassinado. Durante a guerra civil, alguns de seus catequistas e paroquianos desapareceriam e mais tarde seriam encontrados mortos, com sinais de espancamento e tortura; era o genocídio na Guatemala. No início de 1981, o padre foi avisado de que seu nome era o oitavo na lista de alvos de esquadrões da morte de direita e que ele deveria deixar a Guatemala imediatamente para permanecer vivo. Rother retornou relutantemente a Oklahoma em janeiro, mas pediu autorização ao Arcebispo Salatka e retornou a Santiago Atitlán em abril, ciente de que estava sendo observado.
Em 28 de julho de 1981, homens armados invadiram a reitoria de Rother. Os assassinos forçaram um adolescente que estava na igreja a mostrar-lhes o quarto de Rother, ameaçando-o de morte; então ele os levou por um lance de escadas e bateu em uma porta. Rother abriu e uma luta começou enquanto o adolescente fugia; o padre foi baleado duas vezes na cabeça.
Stanley Rother foi um dos dez padres assassinados na Guatemala naquele ano. Seus restos mortais foram levados de volta para Oklahoma e enterrados no Cemitério da Santíssima Trindade em sua cidade natal em 3 de agosto de 1981. A pedido de seus antigos paroquianos de Tz'utujil, seu coração foi removido e enterrado sob o altar da igreja em Santiago Atitlán.
Três homens foram presos sob acusação de assassinato semanas após o assassinato de Rother; outro homem e uma mulher também foram procurados para interrogatório naquela fase. Os três presos admitiram ter entrado na igreja em uma tentativa de assalto e ter atirado quando o padre tentou detê-los. Apesar das confissões, muitas pessoas familiarizadas com as circunstâncias do assassinato consideraram os três homens inocentes e as acusações um encobrimento do envolvimento paramilitar no assassinato. As condenações dos três homens foram posteriormente anuladas por um tribunal de apelação da Guatemala, sob pressão das autoridades dos Estados Unidos.

## Beatificação
Após o foro para a causa de beatificação do padre Stanley Rother ser transferido da Diocese de Sololá-Chimaltenango para a Arquidiocese de Oklahoma City em 3 de setembro de 2007, o processo de investigação diocesano transcorreu até 2010. O início formal da causa foi em 25 de novembro de 2009, quando Rother foi intitulado Servo de Deus. O processo diocesano recebeu a validação da Congregação para as Causas dos Santos em 16 de março de 2012 e, posteriormente, recebeu o dossiê Positio em 2014. As sessões seguintes na cúria aconteceram em 2015 e 2016.
Em 1 de dezembro de 2016, sua beatificação recebeu a aprovação do Papa Francisco, que confirmou que Rother havia sido morto "in odium fidei" ("em ódio à fé"). Rother foi beatificado em 23 de setembro de 2017, no Cox Convention Center, pelo cardeal Angelo Amato, prefeito da Congregação para as Causas dos Santos, representante do papa, em uma missa com mais de 20.000 pessoas. Entre os bispos que auxiliaram Amato estavam o arcebispo Paul S. Coakley, de Oklahoma City, e o arcebispo emérito Eusebius J. Beltran, que iniciou a causa de Rother em 2007.
No dia seguinte à beatificação , uma igreja missionária foi nomeada em sua homenagem em Decatur, Arkansas, na Diocese de Little Rock, composta por imigrantes da Guatemala, El Salvador e México; foi a primeira igreja católica do mundo dedicada ao beato e mártir Stanley Rother.

## Santuário
Em 2019, a Arquidiocese de Oklahoma City deu início à construção do Blessed Stanley Rother Shrine, um novo complexo de igreja e ministério no sul de Oklahoma City. O santuário é a maior igreja católica do estado de Oklahoma.
Em 17 de fevereiro de 2023, uma missa de dedicação foi realizada, marcando a inauguração oficial do Santuário do Beato Stanley Rother. Uma capela localizada dentro do santuário é o local de descanso final de Rother, e o santuário também possui um museu, santuário, loja de presentes e centro de visitantes. Construído no estilo colonial espanhol, o projeto reflete a igreja paroquial onde o Beato Rother serviu e foi martirizado.